# Jacob Smith
Jonathan Jacob Charles William Smith (Monróvia, 21 de janeiro de 1990), é um ator americano, conhecido pelo trabalho no filme Doze é Demais, no qual fez o papel de Jake Baker.

## Biografia

### Vida Pessoal
Jacob Smith nasceu em Monróvia,California, é um judeu-americano, tem um irmão chamado Nathanael, uma irmã, Natasha, e um gato alaranjado chamado Burguer. Seus pais são divorciados e vivem em Monróvia, Califórnia.
Smith escuta punk/rock e tem uma banda chamada My September Story. Smith é fã de skate e participa de um time municipal. Smith estuda na Monrovia High School e toca guitarra.

### Carreira
Jacob Smith nasceu em 1990 e já apareceu em seriados de TV como Walker, Texas Ranger, Party of Five e Step by Step, atuando ainda em vários roteiros de ação-comédia, como Small Soldiers.
Smith já foi cotado para ser o Hansel de Hansel e Gretel (filme de 2002) e atuou na comédia familiar americana Cheaper by the Dozen em 2002, onde interpreta uma das crianças da família Baker.
Já atuou também em Troy (2004), e no seriado Without a Trace, e voltou no filme Cheaper by the Dozen 2.

## Filmografia
| Ano  | Título                  | Personagem     |
| ---- | ----------------------- | -------------- |
| 2005 | Cheaper by the Dozen 2  | Jake Baker     |
| 2004 | Troy                    | Mensageiro     |
| 2003 | Cheaper by the Dozen    | Jake Baker     |
| 2003 | Miracles                | Tommy Ferguson |
| 2002 | Hansel and Gretel       | Hansel         |
| 2000 | Phantom of the Megaplex | Bryan Riley    |
| 1998 | Small Soldiers          | Timmy Fimple   |